# Scooby i Scrappy Doo (serial animowany 1980)
Scooby i Scrappy Doo (ang. Scooby-Doo and Scrappy-Doo) – amerykański serial animowany, piąty z serii Scooby Doo, wyprodukowany w latach 1980–1982 w wytwórni Hanna-Barbera dla ABC. Drugi serial z udziałem Scrappy’ego Doo i pierwszy bez Freda, Daphne i Velmy. Jest sequelem serialu pod tym samym tytułem wyprodukowanego w latach 1979–1980. Od 7 listopada 2013 roku serial emitowany był w TV4.
Serial składa się z trzech serii odcinków. Każda była emitowana jako część innego bloku programowego:
- pierwsza i druga – w bloku The Richie Rich/Scooby-Doo Show z serialem Richie Rich;
- trzecia – w bloku The Scooby & Scrappy-Doo/Puppy Hour z serialem The Puppy’s New Adventures.

Każdy odcinek serialu jest podzielony na trzy krótkie epizody. Trzecie epizody serii trzeciej to odcinki z serii Scrappy i Yabba Doo, w których zagadki rozwiązują tylko Scrappy, jego wujek Yabba Doo (brat Scooby’ego) i zastępca szeryfa Dusty, a akcja ma miejsce na Dzikim Zachodzie.

## Obsada głosowa
- Don Messick –
  - Scooby Doo,
  - Scrappy Doo,
  - Yabba Doo
- Casey Kasem – Kudłaty
- Frank Welker – Dusty

## Wersja polska

### Dubbing telewizyjny
Wersja polska:
- Telewizyjne Studia Dźwięku w Warszawie (odc. 1-2, 4),
- Master Film (odc. 3, 5-30)

Reżyseria:
- Barbara Sołtysik (odc. 1-2, 4),
- Dorota Kawęcka (odc. 1),
- Stanisław Pieniak (odc. 2, 4),
- Ilona Kuśmierska (odc. 3, 5-30)

Dialogi:
- Katarzyna Precigs (odc. 1-2, 4),
- Stanisława Dziedziczak (odc. 3, 10-11),
- Dorota Filipek-Załęska (odc. 5-9, 21-23, 25-28, 30-31)
- Dariusz Dunowski (odc. 12, 24),
- Wojciech Szymański (odc. 29)

Tłumaczenie: Barbara Włodarek

Dźwięk:
- Jerzy Rogowiec (odc. 1-2, 4),
- Anna Barczewska (odc. 3, 5-30),

Montaż:
- Elżbieta Joel (odc. 1-2, 4),
- Paweł Siwiec (odc. 3, 5-30),

Kierownictwo produkcji:
- Krystyna Dynarowska (odc. 1-2, 4),
- Dorota Suske (odc. 3, 5-30)

Opracowanie muzyczne: Eugeniusz Majchrzak

Wystąpili:
- Ryszard Olesiński –
  - Scooby Doo,
  - klapsiarz (odc. 2b)
- Cezary Kwieciński – Scrappy Doo
- Jacek Bończyk –
  - Kudłaty,
  - kogut (odc. 4a)
- Mirosław Zbrojewicz – Yabba Doo (odc. 3, 5-20)
- Piotr Pręgowski – Dusty (odc. 3, 5-20)
- Jacek Bursztynowicz – Yabba Doo (odc. 21-30)
- Jarosław Domin – Dusty (odc. 21-30)
- Jerzy Rogowski –
  - wampir Silvester (odc. 1b),
  - złodziej (odc. 1c),
- Stanisław Brudny – właściciel chińskiej restauracji (odc. 1c)
- Włodzimierz Press – arabski magik (odc. 2a)
- Jacek Kopczyński –
  - reżyser filmowy (odc. 2b),
  - prowadzący do restauracji Kapitana Jacka (odc. 3a)
- Małgorzata Olszewska – przewodniczka (odc. 2b),
- Jarosław Boberek –
  - Bing Bong (odc. 2b),
  - mumia (odc. 2c),
  - pirat (odc. 3c),
- Zbigniew Konopka –
  - marynarz (odc. 3b),
  - właściciel Raju Burgerowego (odc. 22b),
  - prowadzący gonitwę (odc. 27c),
  - Buldi (odc. 28a)
- Artur Kaczmarski –
  - jeden z Fuksów (odc. 21a),
  - jeden z bykokradów (odc. 21c),
  - jeden z przebierańców (odc. 22a),
  - jeden z aktorów (odc. 24a),
  - Bob Morley (odc. 25b),
  - Frankie (odc. 29b)
- Jacek Mikołajczak –
  - jeden z Zadymiarzy (odc. 21a),
  - byk (odc. 21a),
  - złodziej #2 (odc. 23a),
  - Bako (odc. 25c),
  - Hugo (odc. 28c)
- Cezary Nowak –
  - Duży Ed (odc. 21a),
  - członek gangu motocyklowego (odc. 22a),
  - przedstawiciel firmy ubezpieczeniowej (odc. 22b),
  - Moose (odc. 24b),
  - Wunga (odc. 30b)
- Janusz Zadura –
  - komentator meczu (odc. 21a),
  - złodziej #1 (odc. 23a),
  - reporter (odc. 23c),
  - Robuś (odc. 26b),
  - prowadzący zawody (odc. 28a),
  - kosmita #1 (odc. 29b)
- Joanna Jeżewska –
  - kobieta szpieg (odc. 21b),
  - Róża (odc. 26a),
  - sprzedawczyni arbuzów (odc. 29c)
- Jan Janga-Tomaszewski –
  - oprych #1 (odc. 21b),
  - Otto (odc. 22b),
  - Szybki Dan (odc. 24c),
  - policjant (odc. 25b),
  - Miklosh (odc. 26a),
  - Bart (odc. 29c)
- Marek Frąckowiak –
  - oprych #2 (odc. 21b),
  - Rocco (odc. 22a),
  - mieszkaniec Chwastówki (odc. 22c),
  - Jonathan Johnson (odc. 29a)
- Włodzimierz Bednarski –
  - szef bykokradów (odc. 21c),
  - rabuś kolejowy #2 (odc. 23c),
  - Bugsy Beton (odc. 25a),
  - Mały (odc. 29c),
- Janusz Wituch –
  - jeden z przebierańców (odc. 22a),
  - wynalazca (odc. 23a),
  - kosmita #2 (odc. 29b)
- Leopold Matuszczak –
  - Iwan (odc. 22b),
  - jeden z braci Balton (odc. 22c),
  - ochroniarz (odc. 25a)
- Tadeusz Borowski –
  - jeden z braci Balton (odc. 22c),
  - John Bitsy (odc. 25b),
  - Mięśniak Melon (odc. 28b)
- Joanna Węgrzynowska –
  - Miss Bułgrawii (odc. 23b),
  - dziewczyna Robusia (odc. 26b),
  - Trixie (odc. 28b)
- Paweł Szczesny –
  - prowadzący konkurs piękności (odc. 23b),
  - operator Maxwell (odc. 24a),
  - uczestnik zjazdu komiksów (odc. 25b),
  - sierżant (odc. 25b),
  - burmistrz Chwastówki (odc. 25c),
  - Bysiek (odc. 28a)
- Iwona Rulewicz –
  - uczestniczka konkursu piękności (odc. 23b),
  - Lucy (odc. 24b)
- Andrzej Arciszewski –
  - rabuś kolejowy Pete (odc. 23c),
  - burmistrz Chwastówki (odc. 29c)
- Józef Mika –
  - hrabia von Strachajm (odc. 24a),
  - Zylon (odc. 28c)
- Agnieszka Kunikowska –
  - dziewczyna Kudłatego (odc. 24b),
  - kosmitka (odc. 29b)
- Wojciech Paszkowski –
  - telegrafista (odc. 25c),
  - hrabia Drako (odc. 26c),
  - dyrektor Blick (odc. 28c),
  - Kapitan Brytan (odc. 29a)
- Dorota Lanton –
  - dżinka Poo (odc. 27b),
  - Zula (odc. 30b)
- Ryszard Nawrocki –
  - Paluch Mielonka (odc. 27b),
  - pomocnik rabusia Rybeńki (odc. 30a)
- Mirosław Wieprzewski –
  - złodziej #1 (odc. 27c),
  - włamywacz Pająk (odc. 30c)
- Krzysztof Zakrzewski –
  - złodziej #2 (odc. 27c),
  - szef nowojorskiej policji (odc. 30c)
- Olga Sawicka – Zuzanna Płotek (odc. 30a)
- Janusz Zakrzeński – Resory Błotnik (odc. 31b)
- Maria Pabisz-Korzeniowska
- Janusz Bukowski
- Janusz Nowicki
- Barbara Majewska
- Mariusz Leszczyński
- Mirosława Krajewska

Lektor: Maciej Gudowski

### Dubbing DVD do odcinków: 3c, 4, 5b, 10a, 14, 15, 16c 18, 19b, 33b
Wersja polska:
- Studio M.R. Sound (odc. 5b, 10a),
- Master Film (odc. 3c, 4, 14, 15, 16c 18, 19b, 33b)

Reżyseria:
- Elżbieta Mikuś (3c, 14, 15, 16c)
- Agata Gawrońska-Bauman (odc. 4, 18, 19b, 33b)
- Dobrosława Bałazy (odc. 5b, 10a),

Dialogi:
- Antonina Kasprzak (3c, 14, 15, 16c),
- Karolina Anna Kowalska (odc. 4, 18, 19b),
- Wojciech Szymański (odc. 5b),
- Dorota Filipek-Załęska (odc. 10a),
- Antonina Kasprzak (odc. 33b)

Dźwięk:
- Elżbieta Mikuś (3c, 14, 15, 16c)
- Mateusz Michniewicz (odc. 4, 18, 19b)
- Marcin Barycki (odc. 5b, 10a)
- Aneta Michalczyk-Falana (odc. 33b)

Montaż:
- Jan Graboś (3c, 14, 15, 16c),
- Paweł Siwiec (odc. 4, 18, 19b)
- Marcin Barycki (odc. 5b, 10a)
- Aneta Michalczyk-Falana (odc. 33b)

Kierownictwo produkcji:
- Katarzyna Fijałkowska (odc. 4, 18, 19b)
- Marzena Wiśniewska (odc. 5b, 10a),
- Agnieszka Kołodziejczyk (odc. 33b)

Wystąpili:
- Ryszard Olesiński – Scooby Doo
- Cezary Kwieciński – Scrappy Doo
- Jacek Bończyk – Kudłaty
- Jacek Bursztynowicz – Yabba Doo
- Łukasz Lewandowski – Dusty
- Ewa Serwa
- Grzegorz Kwiecień
- Leszek Zduń
- Paweł Szczesny
- Tomasz Marzecki
- Marek Bocianiak
- Janusz Wituch
- Anna Apostolakis-Gluzińska
- Krzysztof Szczerbiński
- Mikołaj Klimek
- Tomasz Błasiak
- Maciej Falana
- Zbigniew Konopka
- Adam Bauman
- Tomasz Jarosz

Lektor:
- Tomasz Marzecki (odc. 5b, 10a),
- Marek Ciunel (odc. 4, 18, 19b),
- Paweł Bukrewicz (odc. 3a, 14, 15ab, 16c, 33b)

## Wydania DVD

### USA
20 maja 2008 wydano DVD The Richie Rich/Scooby-Doo Show – Kompletna Seria, część 1 z 7 odcinkami tytułowego bloku.

### Polska
W Polsce wydano wiele składanek DVD z nową wersją dubbingu, opracowaną na potrzeby poszczególnych wydań:
- 13 listopada 2009 wydano DVD Scooby-Doo i straszna zima pod psem z odcinkiem 9c (wraz z odcinkiem 26 serialu Nowy Scooby i Scrappy Doo, odcinkiem 27 serialu Scooby Doo oraz odcinkiem 17 serialu Scooby Doo, gdzie jesteś?)[1].

- 18 maja 2012 wydano DVD Scooby Doo! 13 strasznych opowieści – Upiorne hece na całym świecie z odcinkiem 10a (Księżycowe szaleństwo) z innymi dialogami w dubbingu (wraz z odcinkami 5 i 15 serialu Scooby i Scrappy Doo)[2].

- 17 maja 2013 wydano DVD Scooby Doo! i upiorny lunapark z odcinkiem 5b; z innym tytułem i innymi dialogami w dubbingu[3].

- 13 września 2013 wydano DVD Scooby Doo! i wampiry z odcinkiem 1b z innym tytułem[4].

- 15 listopada 2013 wydano DVD Scooby-Doo! 13 strasznych opowieści: Ratuj się kto może z odcinkiem 33b[5].

- 26 września 2014 wydano DVD Scooby-Doo! 13 strasznych opowieści: Wszystkożercy z odcinkami: 4, 6, 8, 9, 18ab, 19b (wraz z odcinkami 3 i 18 serialu Szczeniak zwany Scooby Doo, odcinkami 13, 33 i 45 serialu Scooby Doo i Brygada Detektywów, odcinkami 18 i 24 serialu Co nowego u Scooby’ego? oraz odcinkiem 18 serialu Kudłaty i Scooby Doo na tropie)[6].

- 7 sierpnia 2015 wydano DVD Scooby-Doo! 13 strasznych opowieści: Na fali z odcinkami: 3c (z innym tytułem), 14, 15ab (z innym tytułem), 16c (z innym tytułem) (wraz z odcinkiem specjalnym Scooby Doo i plażowy potwór, odcinkami 3 i 21 serialu Scooby Doo, gdzie jesteś?, odcinkiem 9 serialu Szczeniak zwany Scooby Doo, odcinkiem 19 serialu Kudłaty i Scooby Doo na tropie, odcinkami 26, 31 serialu Scooby Doo, odcinkiem 9 serialu Co nowego u Scooby’ego? oraz odcinkami 5 i 9 serialu Scooby i Scrappy Doo)[7][8].

## Przegląd sezonów
| Sezon | Sezon | Odcinki | Epizody | Pierwsza emisja w Stanach Zjednoczonych | Pierwsza emisja w Stanach Zjednoczonych |
| Sezon | Sezon | Odcinki | Epizody | Pierwszy odcinek                        | Ostatni odcinek                         |
| ----- | ----- | ------- | ------- | --------------------------------------- | --------------------------------------- |
|       | 1     | 13      | 39      | 8 listopada 1980                        | 31 stycznia 1981                        |
|       | 2     | 7       | 21      | 19 września 1981                        | 31 października 1981                    |
|       | 3     | 13      | 39      | 25 września 1982                        | 18 grudnia 1982                         |

## Lista odcinków
| Premiera w USA | Numer odcinka | Numer odcinka | Numer epizodu | Polski tytuł                                                   | Angielski tytuł                       |
| Premiera w USA | kolejny       | w sezonie     | Numer epizodu | Polski tytuł                                                   | Angielski tytuł                       |
| -------------- | ------------- | ------------- | ------------- | -------------------------------------------------------------- | ------------------------------------- |
|                |               |               |               |                                                                |                                       |
| SEZON PIERWSZY |               |               |               |                                                                |                                       |
|                |               |               |               |                                                                |                                       |
| 08.11.1980     | 01            | 01            | 1             | Bliskie spotkania                                              | A Close Encounter With A Strange Kind |
| 08.11.1980     | 01            | 01            | 2             | Dobra noc na nietoperzeTytuł DVD: Noc nietoperza               | A Fit Night Out For Bats              |
| 08.11.1980     | 01            | 01            | 3             | Wytwórnia chińskiego jedzenia                                  | The Chinese Food Factory              |
|                |               |               |               |                                                                |                                       |
| 15.11.1980     | 02            | 02            | 4             | Przygody Scooby’ego na pustyni                                 | Scooby’s Desert Dilemma               |
| 15.11.1980     | 02            | 02            | 5             | Gwiazdor filmowy                                               | Stuntman Scooby                       |
| 15.11.1980     | 02            | 02            | 6             | Mumia                                                          | Mummy’s the Word                      |
|                |               |               |               |                                                                |                                       |
| 22.11.1980     | 03            | 03            | 7             | Zabawa w kotka i myszkę                                        | The Old Cat and Mouse Game            |
| 22.11.1980     | 03            | 03            | 8             | Cyrk Scooby’ego                                                | Scooby’s Three Ding-A-Ling Circus     |
| 22.11.1980     | 03            | 03            | 9             | Trzymaj się ScoobyTytuł DVD: Trzymaj się, Scooby!              | Hang in There, Scooby                 |
|                |               |               |               |                                                                |                                       |
| 29.11.1980     | 04            | 04            | 10            | Walka z bykiem                                                 | Scooby’s Bull Fright                  |
| 29.11.1980     | 04            | 04            | 11            | Pasażerowie na gapę                                            | Stow-Aways                            |
| 29.11.1980     | 04            | 04            | 12            | Pirat i Scrappy                                                | Long John Scrappy                     |
|                |               |               |               |                                                                |                                       |
| 06.12.1980     | 05            | 05            | 13            | Galimatias w dżungli                                           | A Bungle in the Jungle                |
| 06.12.1980     | 05            | 05            | 14            | Śmiechostrefa Scooby’egoTytuł DVD: Scooby w wesołym miasteczku | Scooby’s Fun Zone                     |
| 06.12.1980     | 05            | 05            | 15            | Fantastyczna wyspa Scooby’ego                                  | Scooby’s Fantastic Island             |
|                |               |               |               |                                                                |                                       |
| 13.12.1980     | 06            | 06            | 16            | Scooby i Duchy Dzikiego Zachodu                                | Scooby Ghosts West                    |
| 13.12.1980     | 06            | 06            | 17            | Wiedźma z Moczarów                                             | Swamp Witch                           |
| 13.12.1980     | 06            | 06            | 18            | Woskoland                                                      | Waxworld                              |
|                |               |               |               |                                                                |                                       |
| 20.12.1980     | 07            | 07            | 19            | Urodziny Scrappy’ego                                           | Scrappy’s Birthday                    |
| 20.12.1980     | 07            | 07            | 20            | Sir Scooby i Czarny Rycerz                                     | Sir Scooby and the Black Knight       |
| 20.12.1980     | 07            | 07            | 21            | Scooby w krainie czarów                                        | Scooby in Wonderland                  |
|                |               |               |               |                                                                |                                       |
| 27.12.1980     | 08            | 08            | 22            | Szwajcarska pudliczka Scooby’ego                               | Scooby’s Swiss Miss                   |
| 27.12.1980     | 08            | 08            | 23            | I Ty Scoobyusie przeciwko mnie?                                | Et Tu, Scoob?                         |
| 27.12.1980     | 08            | 08            | 24            | Scooby i potwór z bagien                                       | Soggy Bog Scooby                      |
|                |               |               |               |                                                                |                                       |
| 03.01.1981     | 09            | 09            | 25            | Postrach mórz południowych                                     | South Sea Scare                       |
| 03.01.1981     | 09            | 09            | 26            | Łasowanie w Nowym Orleanie                                     | Scooby Gumbo                          |
| 03.01.1981     | 09            | 09            | 27            | Ananaski z Alaski                                              | Alaskan King Coward                   |
|                |               |               |               |                                                                |                                       |
| 10.01.1981     | 10            | 10            | 28            | Księżycowe szaleństwo                                          | Moonlight Madness                     |
| 10.01.1981     | 10            | 10            | 29            | Daleka droga Scooby’ego                                        | Way Out Scooby                        |
| 10.01.1981     | 10            | 10            | 30            | Scooby siłacz                                                  | Strongman Scooby                      |
|                |               |               |               |                                                                |                                       |
| 17.01.1981     | 11            | 11            | 31            | Scooby w środku ziemi                                          | Scooby at the Center of the World     |
| 17.01.1981     | 11            | 11            | 32            | Wyprawa Scooby’ego do Oz                                       | Scooby’s Trip to Ahz                  |
| 17.01.1981     | 11            | 11            | 33            | Rekrut Scooby                                                  | Dog Tag Scooby                        |
|                |               |               |               |                                                                |                                       |
| 24.01.1981     | 12            | 12            | 34            | Horror w operze                                                | A Fright At the Opera                 |
| 24.01.1981     | 12            | 12            | 35            | Inwazja porywaczy Scoobych                                     | The Invasion of the Scooby Snatchers  |
| 24.01.1981     | 12            | 12            | 36            | Scooby i bandzior                                              | Scooby and the Bandit                 |
|                |               |               |               |                                                                |                                       |
| 31.01.1981     | 13            | 13            | 37            | Ranczo robotów                                                 | Robot Ranch                           |
| 31.01.1981     | 13            | 13            | 38            | Scooby Dooby Guru                                              | Scooby Dooby Guru                     |
| 31.01.1981     | 13            | 13            | 39            | Zaskoczony szpieg                                              | Surprised Spies                       |
|                |               |               |               |                                                                |                                       |
| SERIA DRUGA    |               |               |               |                                                                |                                       |
|                |               |               |               |                                                                |                                       |
| 19.09.1981     | 14            | 01            | 40            | Scooby Pinokiem                                                | Scooby Nocchio                        |
| 19.09.1981     | 14            | 01            | 41            | Scooby opiekunem w latarni morskiej                            | Lighthouse Keeper Scooby              |
| 19.09.1981     | 14            | 01            | 42            | Korzenie Scooby’ego                                            | Scooby’s Roots                        |
|                |               |               |               |                                                                |                                       |
| 26.09.1981     | 15            | 02            | 43            | Ucieczka Scooby’ego z Atlantydy                                | Scooby’s Escape From Atlantis         |
| 26.09.1981     | 15            | 02            | 44            | brak – nie przetłumaczonoTytuł DVD: Scooby i magiczny miecz    | Excalibur Scooby                      |
| 26.09.1981     | 15            | 02            | 45            | Scooby ratuje świat                                            | Scooby Saves the World                |
|                |               |               |               |                                                                |                                       |
| 03.10.1981     | 16            | 03            | 46            | brak – nie przetłumaczono                                      | Scooby Dooby Goo                      |
| 03.10.1981     | 16            | 03            | 47            | Scooby rikszarzem                                              | Rickshaw Scooby                       |
| 03.10.1981     | 16            | 03            | 48            | Scooby szczęściarzem w IrlandiiTytuł DVD: Irlandzkie szczęście | Scooby’s Luck of the Irish            |
|                |               |               |               |                                                                |                                       |
| 10.10.1981     | 17            | 04            | 49            | Za kulisami Scooby’ego                                         | Backstage Scooby                      |
| 10.10.1981     | 17            | 04            | 50            | Scooby w tajemniczym domu                                      | Scooby’s House of Mystery             |
| 10.10.1981     | 17            | 04            | 51            | Słodkich snów, Scooby                                          | Sweet Dreams Scooby                   |
|                |               |               |               |                                                                |                                       |
| 17.10.1981     | 18            | 05            | 52            | Zegar                                                          | Scooby-Doo 2000                       |
| 17.10.1981     | 18            | 05            | 53            | Scooby punkiem                                                 | Punk Rock Scooby                      |
| 17.10.1981     | 18            | 05            | 54            | Pies do piątki                                                 | Canine to Five                        |
|                |               |               |               |                                                                |                                       |
| 24.10.1981     | 19            | 06            | 55            | Hełm Scooby'ego                                                | Hard Hat Scooby                       |
| 24.10.1981     | 19            | 06            | 56            | Cieplarniany Scooby                                            | Hothouse Scooby                       |
| 24.10.1981     | 19            | 06            | 57            | Świński Scooby                                                 | Pigskin Scooby                        |
|                |               |               |               |                                                                |                                       |
| 31.10.1981     | 20            | 07            | 58            | Grzanka ze Scooby'ego                                          | Sopwith Scooby                        |
| 31.10.1981     | 20            | 07            | 59            | Przetarg dużej stopy                                           | Tenderbigfoot                         |
| 31.10.1981     | 20            | 07            | 60            | Scooby i fasola                                                | Scooby and the Beanstalk              |
|                |               |               |               |                                                                |                                       |
| SERIA TRZECIA  |               |               |               |                                                                |                                       |
|                |               |               |               |                                                                |                                       |
| 25.09.1982     | 21            | 01            | 61            | Koszykówkowi kanciarze                                         | Basketball Bumblers                   |
| 25.09.1982     | 21            | 01            | 62            | Makrela Maltańska                                              | Maltese Mackerel                      |
| 25.09.1982     | 21            | 01            | 63            | Bycze hocki klocki                                             | Yabba’s Hustle Rustle                 |
|                |               |               |               |                                                                |                                       |
| 02.10.1982     | 22            | 02            | 64            | Super Młokos                                                   | Super Teen Shaggy                     |
| 02.10.1982     | 22            | 02            | 65            | Afera o hamburgera                                             | Stake-out at the Take-out             |
| 02.10.1982     | 22            | 02            | 66            | Pilnuj swojego złota                                           | Mine Your Own Business                |
|                |               |               |               |                                                                |                                       |
| 09.10.1982     | 23            | 03            | 67            | Kto jest Scoobym Doo?                                          | Who’s Scooby-Doo?                     |
| 09.10.1982     | 23            | 03            | 68            | Porywający konkurs piękności                                   | Beauty Contest Caper                  |
| 09.10.1982     | 23            | 03            | 69            | Ucieczka Scrappy’ego                                           | Runaway Scrappy                       |
|                |               |               |               |                                                                |                                       |
| 16.10.1982     | 24            | 04            | 70            | Jak w horrorze                                                 | Movie Monster Menace                  |
| 16.10.1982     | 24            | 04            | 71            | Kłopotliwa randka                                              | Double Trouble Date                   |
| 16.10.1982     | 24            | 04            | 72            | Szybki Dan Uciekinier                                          | Slippery Dan the Escape Man           |
|                |               |               |               |                                                                |                                       |
| 23.10.1982     | 25            | 05            | 73            | Gangsterzy i kelnerzy                                          | Dumb Waiter Caper                     |
| 23.10.1982     | 25            | 05            | 74            | Komiksowa draka                                                | Comic Book Caper                      |
| 23.10.1982     | 25            | 05            | 75            | W samo pieskie południe                                        | Low-Down Showdown                     |
|                |               |               |               |                                                                |                                       |
| 30.10.1982     | 26            | 06            | 76            | Od zaklęcia do kurczęcia                                       | From Bad to Curse                     |
| 30.10.1982     | 26            | 06            | 77            | Pechowy wróźbita                                               | Misfortune Teller                     |
| 30.10.1982     | 26            | 06            | 78            | Wampir z dzikiego zachodu                                      | Wild West Vampire                     |
|                |               |               |               |                                                                |                                       |
| 06.11.1982     | 27            | 07            | 79            | Operacja Klejnocik                                             | A Gem of a Case                       |
| 06.11.1982     | 27            | 07            | 80            | Scooby-Doo i Dżinka-Poo                                        | Scooby-Doo and Genie-Poo              |
| 06.11.1982     | 27            | 07            | 81            | Derby w Chwastówce                                             | Tumbleweed Derby                      |
|                |               |               |               |                                                                |                                       |
| 13.11.1982     | 28            | 08            | 82            | Patałachy Piknikowe                                            | Picnic Poopers                        |
| 13.11.1982     | 28            | 08            | 83            | Niekulturalny kulturysta                                       | Muscle Trouble                        |
| 13.11.1982     | 28            | 08            | 84            | Ufny Ufoludek                                                  | Alien Schmalien                       |
|                |               |               |               |                                                                |                                       |
| 20.11.1982     | 29            | 09            | 85            | Szaleństwo Kapitana Brytana                                    | Captain Canine Caper                  |
| 20.11.1982     | 29            | 09            | 86            | Bliskie spotkania najgorszego gatunku                          | Close Encounters of the Worst Kind    |
| 20.11.1982     | 29            | 09            | 87            | Prawo i nieład                                                 | Law & Disorder                        |
|                |               |               |               |                                                                |                                       |
| 27.11.1982     | 30            | 10            | 88            | Rabuś Rybeńko                                                  | Catfish Burglar Caper                 |
| 27.11.1982     | 30            | 10            | 89            | Milion lat przed obiadem                                       | One Million Years Before Lunch        |
| 27.11.1982     | 30            | 10            | 90            | Jedź na wschód, młody partnerze                                | Go East, Young Pardner                |
|                |               |               |               |                                                                |                                       |
| 04.12.1982     | 31            | 11            | 91            | Zadziwiająca kobieta kot                                       | The Incredible Cat Lady Caper         |
| 04.12.1982     | 31            | 11            | 92            | Znikające samochodziki                                         | Disappearing Car Caper                |
| 04.12.1982     | 31            | 11            | 93            | W górę szalonej rzeki                                          | Up a Crazy River                      |
|                |               |               |               |                                                                |                                       |
| 11.12.1982     | 32            | 12            | 94            | Gdzie jest wilkołak?                                           | Where’s the Werewolf?                 |
| 11.12.1982     | 32            | 12            | 95            | brak – nie przetłumaczono                                      | Cable Car Caper                       |
| 11.12.1982     | 32            | 12            | 96            | Magiczne triki                                                 | Tragic Magic                          |
|                |               |               |               |                                                                |                                       |
| 18.12.1982     | 33            | 13            | 97            | brak – nie przetłumaczono                                      | Hoedown Showdown                      |
| 18.12.1982     | 33            | 13            | 98            | brak – nie przetłumaczonoTytuł DVD: Lodowate powitanie         | Snow Job Too Small                    |
| 18.12.1982     | 33            | 13            | 99            | brak – nie przetłumaczono                                      | Bride and Gloom                       |
|                |               |               |               |                                                                |                                       |